# Фиксированная спутниковая служба
Фиксированная спутниковая служба (англ. fixed-satellite service) — спутниковая служба, которая использует земные станции с заданным местоположением и один или несколько спутников. Заданное местоположение может представлять собой определенный фиксированный пункт, расположенный в определенной зоне. В некоторых случаях эта служба включает линии — спутник, которые могут также использоваться в межспутниковой службе. Фиксированная спутниковая служба может включать также фидерные линии для других служб космической радиосвязи
При передаче радиотелевизионных программ с помощью систем ФСС различают прямое и косвенное распределение программ. В случае прямого распределения программы подают от ФСС непосредственно на наземные вещательные станции без каких-либо промежуточных распределительных систем. В случае косвенного распределения программы поступают от земных станций ФСС для дальнейшего распределения по наземным сетям (радиорелейные линии и кабельные магистрали) к различным наземным вещательным станциям, работающим в диапазонах MB и ДМВ.
В России решение о присвоении (назначении) радиочастот или радиочастотного канала осуществляет «Главный радиочастотный центр» (ФГУП «ГРЧЦ») 

## История
Системы ФСС предназначены для обеспечения связи между стационарными пользователями. Первоначально они разворачивались исключительно для организации магистралей большой протяженности и региональной (зоновой) связи. Такие системы на базе терминалов типа VSAT используются в сетях электронной коммерции, обмена банковской информацией, оптовых баз, торговых складов и др. Кроме того, в системах ФСС все чаще применяется оборудование персональной связи и интерактивного обмена информацией (в том числе через Internet). Для систем ФСС выделены следующие диапазоны частот: C (4/6 ГГц), Ku (11/14 ГГц) и Ka (20/30 ГГц).
К разряду ФСС относят также связь по фидерным линиям, которые формируют высокоскоростные каналы между земными станциями (центральными, сопряжения и др.). Эти каналы работают в тех же диапазонах частот.
Услуги ФСС предоставляют пять крупных международных организаций и около 50 региональных и национальных компаний (табл. 3 и 4). К наиболее значительным коммерческим системам фиксированной связи относятся Intelsat, Intersputnik, Eutelsat, Arabsat и AsiaSat.
Среди них бесспорным лидером является международная система Intelsat, орбитальная группировка которой охватывает четыре основных региона обслуживания — Атлантический (AOR), Индийский (IOR), Азиатско-Тихоокеанский (ATR) и Тихоокеанский (POR). За 30 лет существования системы Intelsat создано 8 поколений спутников, из которых каждое последующее существенно превосходит предыдущее.
В настоящее время[когда?] услуги Intelsat обеспечивают спутники четырёх последних поколений (серий Intelsat-5, −6, −7/7A, −8). Пропускная способность этих КА составляет от 12 до 35 тыс. телефонных каналов, то есть через 25 спутников системы Intelsat передаются примерно 2/3 международного телефонного трафика. Наземный сегмент включает в себя около 800 крупных станций, размещенных в 170 странах мира.
Международная организация Intersputnik в настоящее время[когда?] использует российский космический сегмент (он состоит из КА типа «Горизонт» и «Экспресс»), арендуя около 30 ретрансляторов на 8 КА. В I квартале 1999 г. должен быть запущен КА нового поколения (LMI — Lockheed Martin Intersputnik), что обеспечит обслуживание Евро-Азиатского региона (750 в.д.), Америки (830 з.д.), Евро-Африканского (30 в.д.) и Азиатско-Тихоокеанского (1300 в.д.) регионов (в скобках приведены точки стояния КА).
Серьёзную конкуренцию системам Intelsat и Intersputnik составляют международные коммерческие спутниковые системы PanAmSat и Orion, которые обеспечивает непрерывное покрытие основных регионов Земного шара. К наиболее крупным региональным системам относятся Eutelsat (Европа и Северная Африка), Apstar, Asiasat, Optus, Palapa (Aзиатско-Тихоокенский регион) и Arabsat (Арабские страны). Используется для классификации спутниковых систем связи и распределения радиочастотного спектра.

## Рынок ФСС
Оборот рынка от предоставления услуг ФСС в 2005 г. составил около 9,4 млрд долларов. Развитие рынка в этой сфере связано в первую очередь с предоставлением услуг на зоновых сетях на основе VSAT-технологии, число таких станций в мире в конце 2004 г. составило около 1 млн. Новым направлением развития ФСС стало в 2005 г. появление на рынках услуг связи США, Канады и Юго-Восточной Азии спутниковых операторов, предлагающих широкополосный абонентский доступ. В июне 2005 г. в США уже 377 291 абонентов пользовались этими услугами.